# Propargylalkohol
Propargylalkohol (nach IUPAC-Nomenklatur: Prop-2-in-1-ol) ist eine organisch-chemische Verbindung aus der Stoffgruppe der Alkinole. Es ist ein Zwischenprodukt der Chemischen Industrie.

## Gewinnung und Darstellung
Propargylalkohol wird großtechnisch nach dem Reppe-Verfahren (Ethinylierung) hergestellt. Dabei reagiert Acetylen im großen Überschuss mit Formaldehyd unter Kupfer(I)-acetylid-Katalyse bei Temperaturen zwischen 95 und 150 °C und Drücken von 2 bis 3 bar zu Propargylalkohol.

## Eigenschaften
Die entzündliche, farblose Flüssigkeit hat einen charakteristischen Geruch. Mit einem Flammpunkt von 33 °C können sich mit der Luft ab dieser Temperatur explosionsfähige Gemische bilden. Der Explosionsbereich liegt zwischen 2,8 Vol.‑% (66 g/m3) als untere Explosionsgrenze (UEG) und 78 Vol.‑% (1817 g/m3) als obere Explosionsgrenze (OEG). Der Dampf ist schwerer als Luft. Die Zündtemperatur beträgt 365 °C. Der Stoff fällt somit in die Temperaturklasse T2. Unter dem Einfluss von Hitze, Licht, Oxidationsmitteln und Peroxiden kann Propargylalkohol polymerisiert werden. Mit Oxidationsmitteln können heftige Reaktionen unter Hitzeentwicklung stattfinden. Eine Überschreitung des Arbeitsplatzgrenzwertes ist durch den Geruch nicht feststellbar.
Propargylalkohol kann in Gegenwart von Goldkatalysatoren und Methanol zu einem cyclischen dimeren Bisketal umgesetzt werden, wobei mit 93%iger Ausbeute das trans-Isomer entsteht.

## Verwendung
Propargylalkohol wird unter anderem als Korrosionsinhibitor für Stahl (gegen den Angriff von Säuren), als Stabilisator für Chloralkane sowie als Zwischenprodukt für organische Synthesen eingesetzt.